# Окфъски (окръг, Оклахома)
Окръг Окфъски (на английски: Okfuskee County) е окръг в щата Оклахома, Съединени американски щати. Площта му е 1629 km², а населението – 11 814 души (2000). Административен център е град Окима.